# آب‌انبار دروازه مهریز
آب‌انبار دروازه مهریز مربوط به سدهٔ ۱۱ ه.ق است و در یزد، خیابان امام خمینی، بازار خان، بازار دروازه مهریز واقع شده و این اثر در تاریخ ۹ اردیبهشت ۱۳۸۲ با شمارهٔ ثبت ۸۵۶۳ به‌عنوان یکی از آثار ملی ایران به ثبت رسیده است.